# رونالداو
رونالدو رودريغيش دي جيسوس (بالبرتغالية: Ronaldo Rodrigues de Jesus‏) الشهير بـ رونالداو (بالبرتغالية: Ronaldão‏) ولد في 19 يونيو 1965 في ساو باولو في البرازيل، لاعب كرة قدم برازيلي سابق، شارك مع منتخب بلاده في بطولة كأس العالم لكرة القدم 1994 .

## روابط خارجية
- رونالداو على موقع الاتحاد الدولي (مؤرشف)  (الإنجليزية)
- رونالداو على موقع الاتحاد الأوربي (الإنجليزية)
- رونالداو على موقع رابطة كرة القدم اليابانية للمحترفين (اليابانية)
- رونالداو على موقع قاعدة بيانات كرة القدم.إي يو (الإنجليزية)
- رونالداو على موقع ناشيونال فوتبول تيمز (الإنجليزية)
- رونالداو على موقع Soccerway.com (الإنجليزية)
- رونالداو على موقع عالم كرة القدم.نت (الإنجليزية)